# Louise Upston

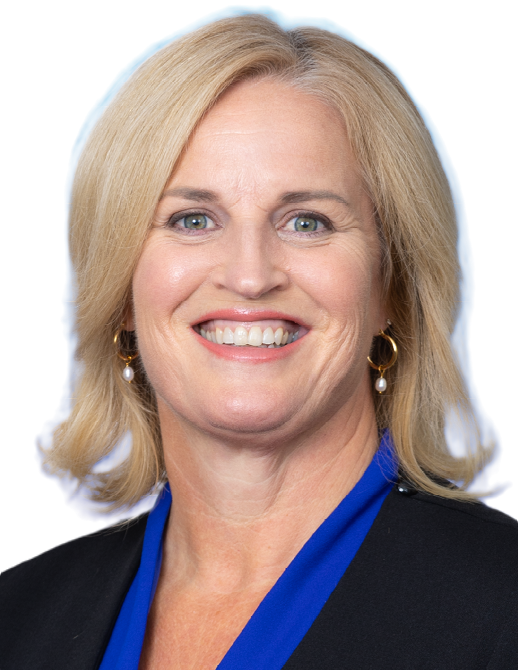
Louise Upston (2023)

Louise Claire Upston, geb. McGill (* 14. März 1971 in North Shore City) ist eine neuseeländische Politikerin der New Zealand National Party.

## Leben
Upston wurde in vierter Generation der Familie am 14. März 1971 als jüngstes Kind von Vieren der Eheleute Norma und Ian McGill in North Shore City geboren und wuchs an der Küste der East Coast Bays auf. Ihre Eltern stammen aus den Distrikten Southland und Selwyn.
Sie studierte an der University of Waikato und schloss dort ihr Studium mit einem Master of Business Administration ab.

## Berufliche Karriere
Upston arbeitete als Projektmanagement-Beraterin in Selbstständigkeit und war in mehreren Stiftungen und Unternehmen in den Bereichen Immobilien, Tourismus, Management und Beratung tätig.

## Politische Karriere
Upston trat im Jahr 2008 erstmals für den Wahlbezirk Taupō an und gewann ihn auf Anhieb mit 57,21 %, wo in der Parlamentswahl drei Jahre zuvor noch der Labour-Kandidat das Rennen für sich entscheiden konnte. Den Höhepunkt ihrer Stimmen erreichte sie im Wahljahr 2014. Danach nahmen ihre Zustimmungswerte ab. Trotz des Verlustes ihrer absoluten Mehrheit an Zustimmung im Jahr 2020, konnte sie ihren Wahlkreis mit einer relativen Mehrheit weiterhin halten. 2023 erreichte sie wieder die absolute Mehrheit in ihrem Wahlkreis Taupō.
| Wahljahr | Direktkandidat | Stimmen | Partei         | Stimmen |
| -------- | -------------- | ------- | -------------- | ------- |
| 2008     | Louise Upston  | 57,21 % | National Party | 53,26 % |
| 2011     | Louise Upston  | 62,29 % | National Party | 55,91 % |
| 2014     | Louise Upston  | 62,59 % | National Party | 56,94 % |
| 2017     | Louise Upston  | 61,84 % | National Party | 53,74 % |
| 2020     | Louise Upston  | 47,87 % | Labour Party   | 44,99 % |
| 2023     | Louise Upston  | 57,14 % | National Party | 45,35 % |

Unter Premierminister John Key trat Upston 2014 mit zwei Ministerposten erstmals in die Regierung ein und übernahm nach dem Wechsel zu Bill English als Premierminister für den Rest der Legislaturperiode den Ministerposten des Minister of Corrections und gab dafür die Posten Minister for Land Information und Minister for Women ab.
| Minister                                                         | vom               | bis               |
| ---------------------------------------------------------------- | ----------------- | ----------------- |
| Minister for Land Information                                    | 8. Oktober 2014   | 20. Dezember 2016 |
| Minister for Women                                               | 8. Oktober 2014   | 20. Dezember 2016 |
| Associate Minister for Local Government                          | 8. Oktober 2014   | 20. Dezember 2016 |
| Associate Minister for Tertiary Education, Skills and Employment | 8. Oktober 2014   | 26. Oktober 2017  |
| Minister of Corrections                                          | 20. Dezember 2016 | 26. Oktober 2017  |
| Associate Minister of Education                                  | 20. Dezember 2016 | 26. Oktober 2017  |
| Associate Minister for Primary Industries                        | 20. Dezember 2016 | 26. Oktober 2017  |

Quelle: New Zealand Parliament
Im Jahr 2017 verlor die National Party ihre Regierungsmehrheit an die New Zealand Labour Party, die unter Jacinda Ardern eine Koalitionsregierung bilden konnte. 2023 war diese Mehrheit für Labour dahin und mit dem guten Abschneiden der National Party, konnte Christopher Luxon mit seiner Partei über eine Drei-Parteien-Koalition eine Regierung bilden, deren Teil Upston mit drei Ministerämtern wurde (siehe nachfolgend).

### Ministerämter in der Regierung Luxon
Mit der Regierungsbildung vom 27. November 2023 übernahm Upston folgende Ministerämter:
| Minister                                        | vom               | bis     |
| ----------------------------------------------- | ----------------- | ------- |
| Minister for the Community and Voluntary Sector | 27. November 2023 | aktuell |
| Minister for Social Development and Employment  | 27. November 2023 | aktuell |
| Minister for Child Poverty Reduction            | 27. November 2023 | aktuell |
| Minister for Disability Issues                  | 24. April 2024    | aktuell |

Quelle: Department of the Prime Minister and Cabinet
Mit Wirkung vom 24. April 2024 übernahm Upston von Penny Simmonds zusätzlich zu ihren Aufgaben die Position des Minister for Disability Issues.